# Arcos de la Frontera

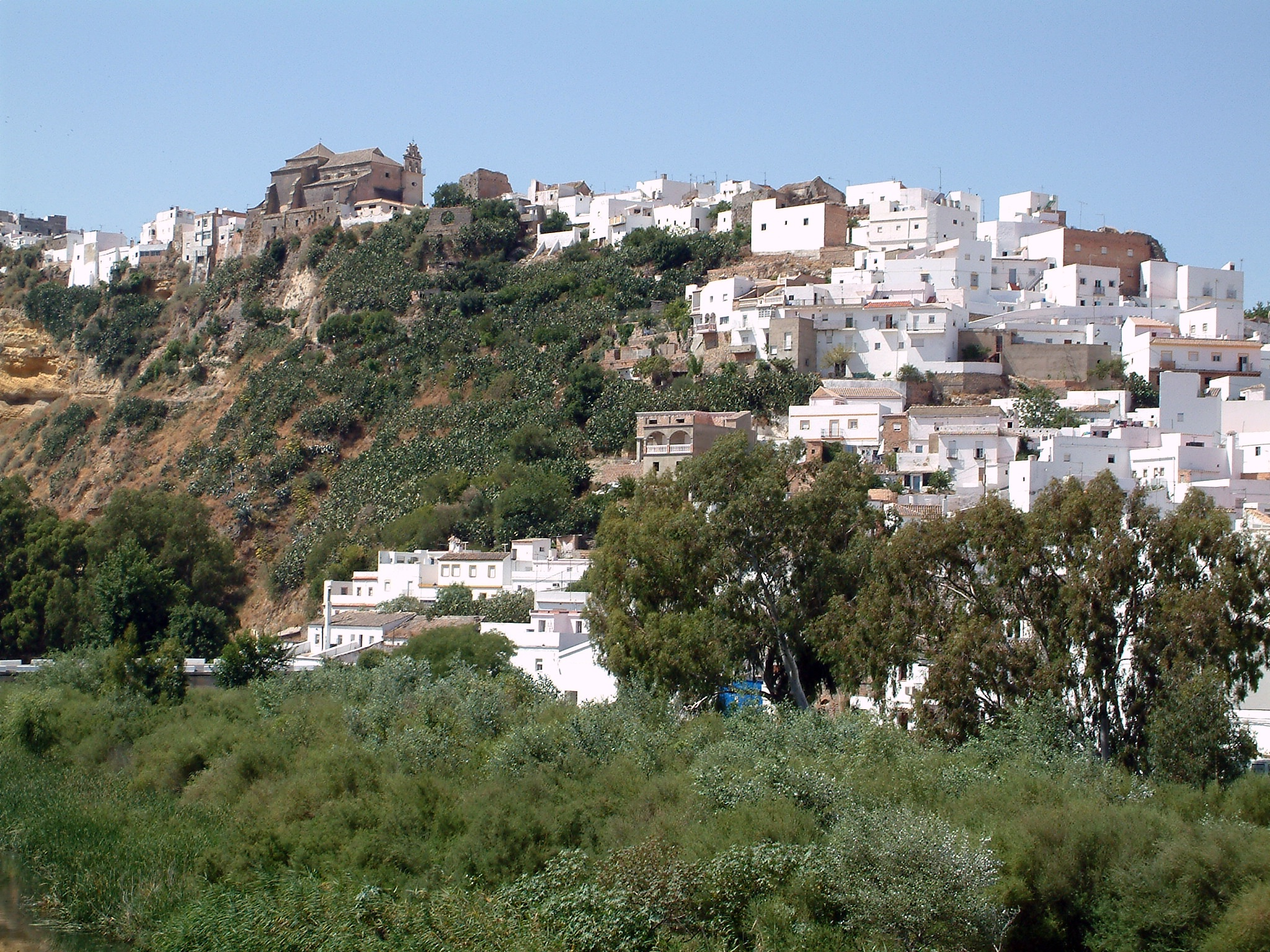
Arcos de la Frontera

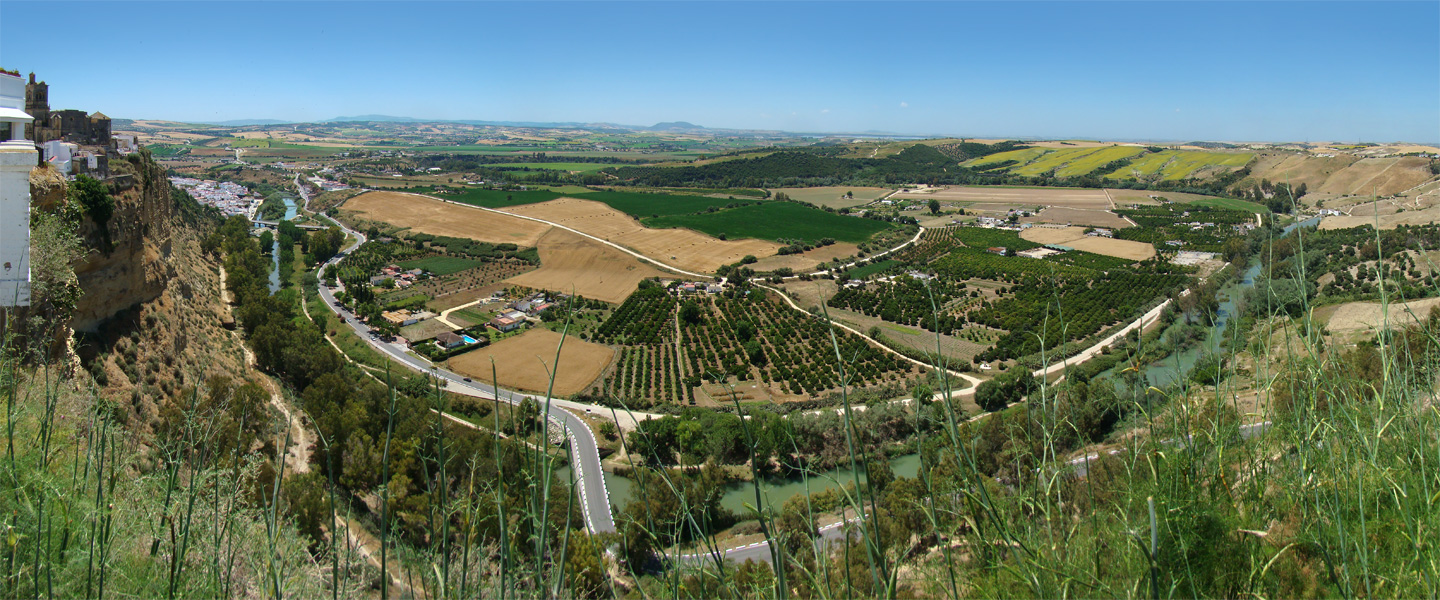
View from balcony

Arcos de la Frontera là một đô thị trong tỉnh Cádiz, Tây Ban Nha.

## Địa lý

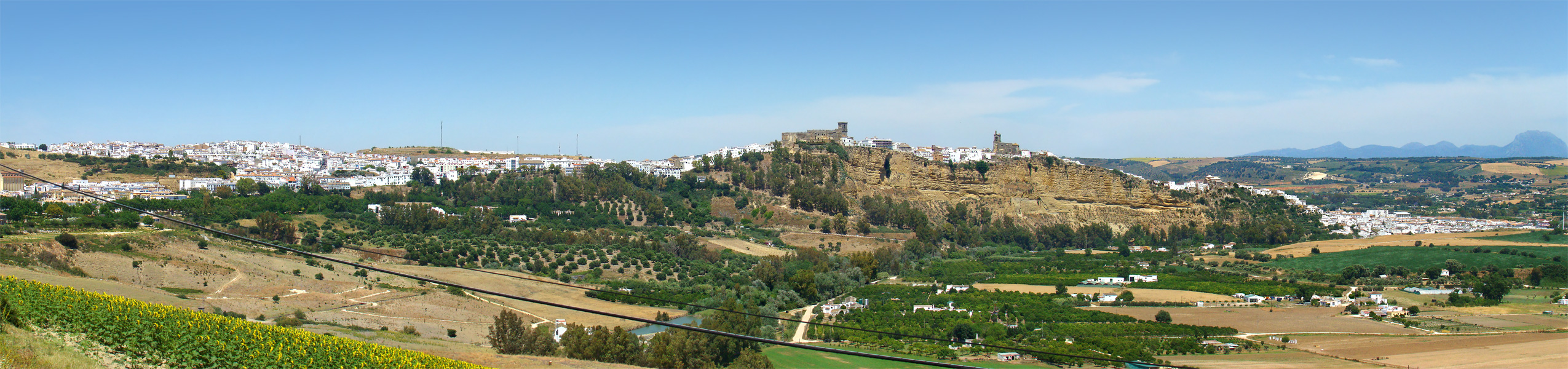
Arcos de la Frontera

Đô thị này giáp với các đô thị:
- Bắc: Espera và Bornos.
- Nam: San José del Valle và Algar.
- Đông: Prado del Rey và El Bosque.
- Tây: Jerez de la Frontera.

## Dân số
| 1999   | 2000   | 2001   | 2002   | 2003   | 2004   | 2005   |
| ------ | ------ | ------ | ------ | ------ | ------ | ------ |
| 27.948 | 27.979 | 28.104 | 28.369 | 28.735 | 29.079 | 29.420 |

Source: INE (Tây Ban Nha)